# Bethune (Colorado)
Bethune és una població del Comtat de Kit Carson a l'estat de Colorado (Estats Units).

## Demografia
Segons el cens del 2000, Bethune tenia 225 habitants, 74 habitatges, i 58 famílies. La densitat de població era de 579,2 habitants per km².
Dels 74 habitatges en un 48,6% hi vivien nens de menys de 18 anys, en un 66,2% hi vivien parelles casades, en un 8,1% dones solteres, i en un 21,6% no eren unitats familiars. En el 20,3% dels habitatges hi vivien persones soles el 6,8% de les quals corresponia a persones de 65 anys o més que vivien soles. El nombre mitjà de persones vivint en cada habitatge era de 3,04 i el nombre mitjà de persones que vivien en cada família era de 3,5.
Per edats la població es repartia de la següent manera: un 35,6% tenia menys de 18 anys, un 11,6% entre 18 i 24, un 28% entre 25 i 44, un 17,3% de 45 a 60 i un 7,6% 65 anys o més.
L'edat mediana era de 27 anys. Per cada 100 dones de 18 o més anys hi havia 101,4 homes.
La renda mediana per habitatge era de 28.958 $ i la renda mediana per família de 30.833 $. Els homes tenien una renda mediana de 23.750 $ mentre que les dones 16.250 $. La renda per capita de la població era de 13.994 $. Entorn del 21,9% de les famílies i el 27,8% de la població estaven per davall del llindar de pobresa.

## Poblacions properes
El següent diagrama mostra les poblacions més properes.